# 塞尔农河畔圣厄拉利
塞尔农河畔圣厄拉利（法語：Sainte-Eulalie-de-Cernon，法語發音：[sɛ̃.t‿ølali də sɛʁnɔ̃]）是法国阿韦龙省的一个市镇，属于米约区。该市镇2009年时的人口为286人。

## 人口
塞尔农河畔圣厄拉利人口变化图示
| 数据来源：INSEE |